# 出
【出】 — китайський ієрогліф. Один з 996 ієрогліфів, обов'язкових для вивчення в японській початковій школі.Дуже часто використовується на письмі в японській мові.

## Значення
1. виходити:
1) виходити (назовні).
2) просуватися (вперед).
3) іти.
4) прямувати.
5) уходити, полишати.
6) тікати.
7) з'являтися, сходити.
8) народжуватися.
9) здійматися.
10) ставатися
11) перевершувати.
12) промахуватися.
13) виносити (в тексті).
14) робити.
15) використовувати.
16) служити, виходити на службу.
17) виїздити (в провінцію).
2. видавати:
1) видавати (назовні).
2) просувати (вперед).
3) підтримувати.
4) виступати, висилати.
5) надавати.
6) повертати.
7) розлучатися (із жінкою).
8) викидати.
9) заганяти.
10) відступати.
11) виключати; робити виняток.
12) плювати, випльовувати.
13) говорити, вимовляти.
14) виготовляти.
15) випускати.
16) вибачати, амністувати.
3. нащадок (онук, племінник).
4. донька (що вийшла заміж).
5. (яп.) схід сонця.
6. (яп.) вихід (на роботу, на службу).
7. (яп.) походження.

Ключ: 17 (凵 + 3);  Кількість рисок: 5.
Введення ієрогліфа методом цанзє: 山山 (UU); Введення ієрогліфа чотирикутним методом: 22772. .

## Прочитання
| Китайська         |                   |                   |                   |                 |                 |
| Мандаринська мова | Мандаринська мова | Мандаринська мова | Мандаринська мова | Кантонська мова | Кантонська мова |
| чжуїнь            | піньїнь           | Вейд-Джайлз       | кирилиця          | ютпхін          | Єль             |
| ㄔㄨ              | chū               | ch'u1             | чу                | ceot1           | cheut1          |

| Корейська |         |               |              |       |          |
|           | хангиль | стара латинка | нова латинка | Єль   | кирилиця |
| Звук:     | 출      | ch'ul         | nal          | chwul | чхуль    |
| Назва:    | 날      | nal           | chul         | nal   | наль     |

| Японська |                |              |                |
|          | кана           | латинка      | кирилиця       |
| Он:      | しゅつ すい    | shutsu sui   | сюцу суй       |
| Кун:     | でる だす      | deru dasu    | деру дасу      |
| Ім'я:    | いず いずる で | izu izuru de | ідзу ідзуру де |